# Ros Drinkwater
Ros Drinkwater (* 14. Februar 1944 in Glasgow, Schottland) ist eine britische Schauspielerin, Tänzerin und Fotojournalistin.

## Leben
Die in Glasgow geborene Ros Drinkwater entstammt einer anglo-irischen Familie. Ihr Großvater diente in der britisch-indischen Armee. Bevor sie sich der Schauspielerei zuwandte, war sie eine Zeit lang als Tänzerin in Las Vegas tätig. Seit Mitte der 1960er Jahre trat sie in einigen Folgen bekannter britischer Fernsehserien auf, darunter 1968 in einer Episode der auch in Deutschland sehr erfolgreichen Serie Simon Templar, in der Roger Moore die Titelrolle spielte.
Ihre bekannteste Rolle hatte sie in der Fernsehserie Paul Temple (1969–1971), die nach einer Vorlage von Francis Durbridge entstand. Hier verkörperte sie Steve Temple (eigentlich Louise Harvey – „Steve Trent“ war ihr Pseudonym als Fleet-Street-Journalistin vor der Ehe), die Ehefrau des Titelhelden, der von Francis Matthews dargestellt wurde. Die Serie wurde von der BBC gemeinsam mit dem ZDF (Taurus-Film) in der ersten internationalen Gemeinschaftsproduktion der Fernsehgeschichte hergestellt. Laut Francis Matthews wählte Drinkwater ihre sehr teure Designer-Kleidung selbst aus. Über die Figur der Steve (in der Hörspielreihe zumeist von Marjorie Westbury gesprochen) und die Besetzung von Ros Drinkwater in dieser Rolle soll es zwischen den beiden Partnern zu Unstimmigkeiten gekommen sein. Die BBC hätte die Schauspielerin gerne fallen gelassen, aber das ZDF und Taurus-Film setzten sich erfolgreich für Drinkwater ein. In der deutschen Synchronfassung sprach Margot Leonard die Rolle der Steve, wie schon in dem Hörspiel-Mehrteiler Paul Temple und der Fall Alex.
Nach ihrer Fernsehkarriere ging sie nach Irland und wurde dort Fotojournalistin. Sie bewohnt dort ihre eigene kleine Farm im County Monaghan.
Ros Drinkwater wird manchmal als ältere Schwester der Schauspielerin Carol Drinkwater angesehen, aber zwischen den beiden Frauen bestehen keine verwandtschaftlichen Beziehungen.

## Filmografie
- 1964: Compact – Folge: Between Life and Death – Regie: John Crocket (Fernsehserie)
- 1965: Emergency-Ward 10; Folge  1.842 – Regie: Kevin Shine (Fernsehserie)
- 1966: Dr. Finlay's Casebook – Folge: A Matter of Confidence – Regie: John Fabian (Fernsehserie)
- 1967: ITV Play of the Week; Folge: A Roof Over Our Mouths – Regie: Graham Evans (Fernsehserie)
- 1967: Girl in a Black Bikini – Episoden 1.3 und 1.4 – Regie: Gerald Blake (Fernsehserie)
- 1967: Champion House – Folge: The Saddest Words (Fernsehserie)
- 1967: Boy Meets Girl – Folge: The Young Visitors (Fernsehserie)
- 1968: Theatre 625 – Folge: To See How Far It Is – Regie: Gilchrist Calder, Naomi Capon und Roderick Graham (Fernsehserie)
- 1968: Theatre 625 – Folge: Murphy's Law (Fernsehserie)
- 1968: Simon Templar (The Saint) – Folge: Simon Templar und die nächtliche Einladung – Regie: Roger Moore (Fernsehserie)
- 1968: The Spanish Farm; Folge: Sixty-four, Ninety-four – Regie: Gerald Blake (Fernsehserie)
- 1969: Tich & Quackers – Episode 8.11 – Regie: Malcolm Scrimgeour (Fernsehserie)
- 1969: Die Spezialisten (Special Branch) – Folge: The Kazmirov Affair – Regie: Mike Vardy (Fernsehserie)
- 1969–71: Paul Temple, in 51 von 52 Folgen (Fernsehserie)
- 1970: Song of Norway – Regie: Andrew L. Stone